# سعفة اللحية

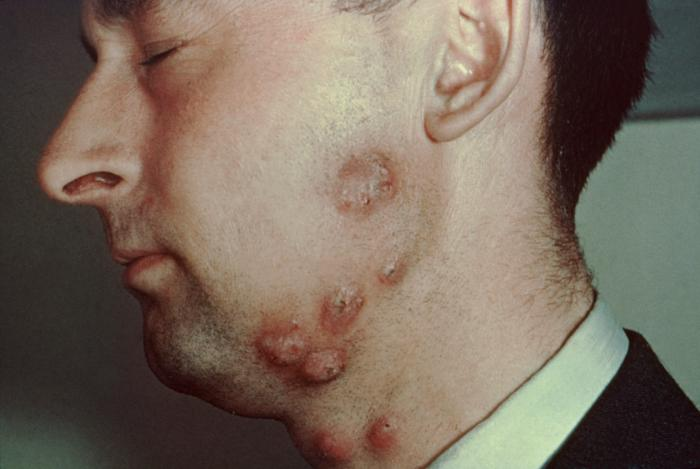
سعفة اللحية

سعفة اللحية(بالإنجليزية: Tinea barbae) أو القوباء الحلقية مرض فطري يصيب جلد وشعر اللحية، وأحياناً منطقة الشاربين من الوجه.
وهي أقل شيوعاً من سعفة الرأس، وعامة تصيب الرجال البالغين. وغالباً ما يكون سبب السعفة هو الفطريات من الحيوانات أليفة.

## التشخيص
يتم تشخيص سعفة اللحية بواسطة الفحص المجهري وزراعة عينات من الجلد المقشوط والشعر المسحوب من الجذور. 

## انتقال المرض
طرق انتقال المرض كثيرة منها
- عن طريقة الاتصال الجلدي من شخص مصاب إلى شخص سليم.
- من حيوان مصاب إلى شخص سليم.
- عند استعمال أدوات شخص مصاب.

## العلاج
يتم علاج سعفة اللحية باستعمال المراهم مثل كلوتريمازول أو عن طريف العلاج الفموي باستخدام غريسيوفولفين

## أنظر أيضا
- سعفة الفروة